# Епархия Дорадуса
Епархия Дорадуса (лат. Dioecesis Auratopolitanus) — епархия Римско-Католической церкви с центром в городе Дорадус, Бразилия. Епархия Дорадуса входит в митрополию Кампу-Гранди. Кафедральным собором епархии Дорадуса является церковь Непорочного Зачатия Пресвятой Девы Марии.

## История
15 июня 1957 года Римский папа Пий XII издал буллу «Inter gravissima», которой учредил епархию Дорадуса, выделив её из епархии Корумбы. Первоначально епархия Дорадуса входила в митрополию Куябы.
27 ноября 1978 года епархия Дорадуса вошла в митрополию Кампу-Гранди.
1 июня 2011 года епархия Дорадуса передала часть территории для образования новой епархии Навираи.

## Ординарии епархии
- епископ José de Aquino Pereira (23.01.1958 — 26.03.1960), назначен епископом Президенти-Пруденти;
- епископ Carlos Schmitt (29.08.1960 — 14.02.1970), назначен вспомогательным епископом Лажиса;
- епископ Teodardo Leitz (27.11.1970 — 12.05.1990);
- епископ Alberto Johannes Först (12.05.1990 — 5.12.2001);
- епископ Redovino Rizzardo (с 5 декабря 2001 года — по настоящее время);

## Источник
- Annuario Pontificio, Libreria Editrice Vaticana, Città del Vaticano, 2003, ISBN 88-209-7422-3